# 天主教奇維塔韋基亞-塔爾奎尼亞教區
天主教奇維塔韋基亞-塔爾奎尼亞教區（拉丁語：Dioecesis Centumcellarum-Tarquiniensis）是義大利一個天主教教區，屬羅馬教省。
教區管轄維泰博省西部及羅馬省西部，共廿六市，2006年時有82,752名教友，佔總人口96.5%。教區有26個堂區和68名司鐸。
現任教區主教為若望-亨利·魯薩，榮休主教為類思·馬魯奇。

## 歷史
奇維塔韋基亞教區可追溯至公元4世紀，教宗科爾乃略在253年抵達當地。11世紀先被布萊拉教區，然後一同被圖斯卡尼亞教區合併，並最終在1192年與維泰博教區合併。教區於1825年12月10日恢復，同時與波多-聖魯菲納羅馬城郊教區聯合。
塔爾奎尼亞教區可追溯至公元5世紀，第一位有文獻記載的主教參加了465年在羅馬舉行的宗教會議。但到了9世紀，教區衰落，成為圖斯卡尼亞教區的一個堂區。1435年12月5日，附近的科爾內托升為教區。同時教區又與蒙泰菲亞斯科內教區聯合。

### 合併
1854年6月14日，教宗中斷了蒙泰菲亞斯科內與波多-聖魯菲納羅馬城郊教區的聯合，而轉移與科爾內托和暨奇維塔韋基亞教區聯合。教區亦易名奇維塔韋基亞-科爾內托教區。
1872年，科爾內托教區重新使用古時的名稱——塔爾奎尼亞。
兩個教區於1986年9月30日合併成新的教區，並易名。